# Debbie Allen

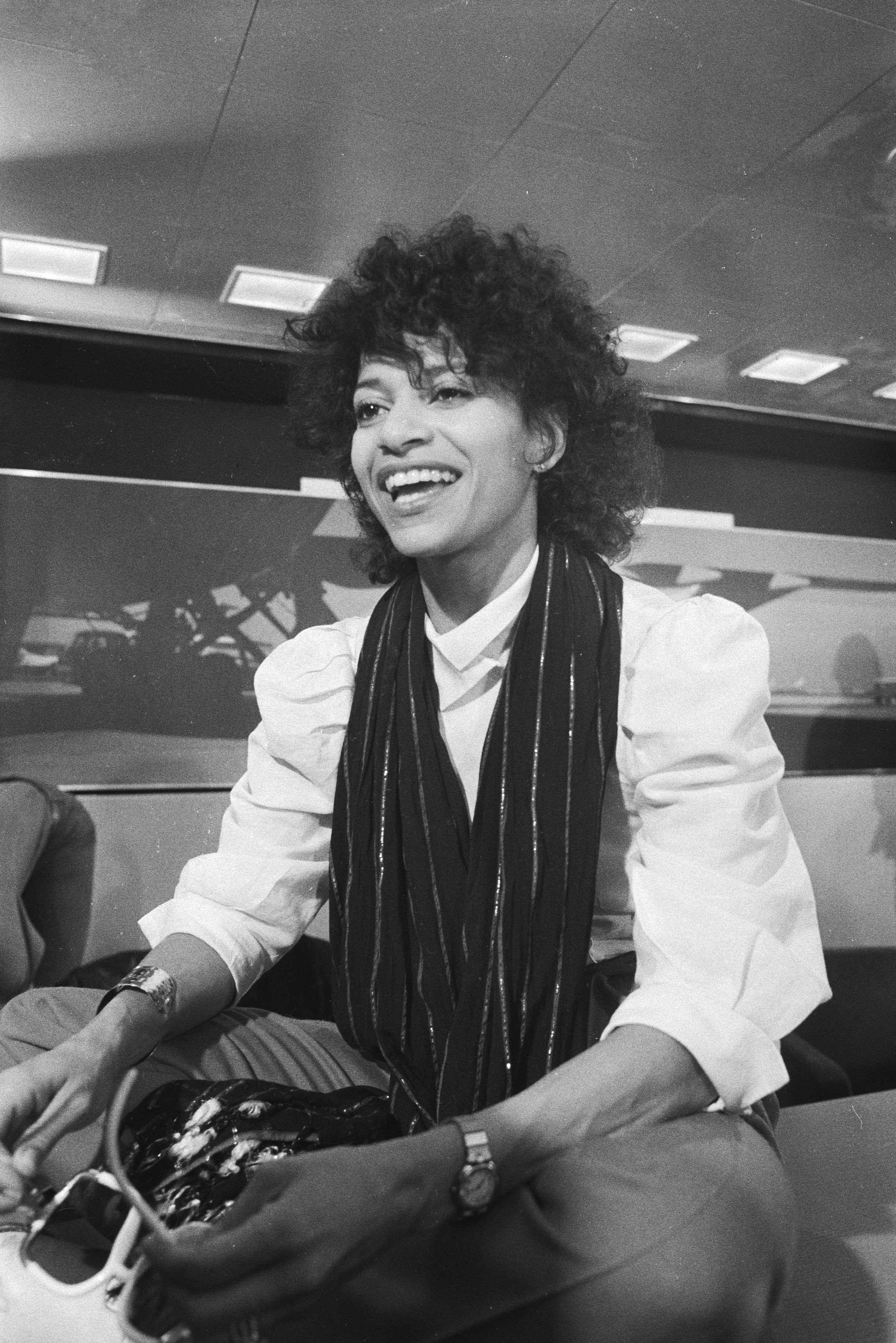
Debbie Allen, den 28 mars 1983.

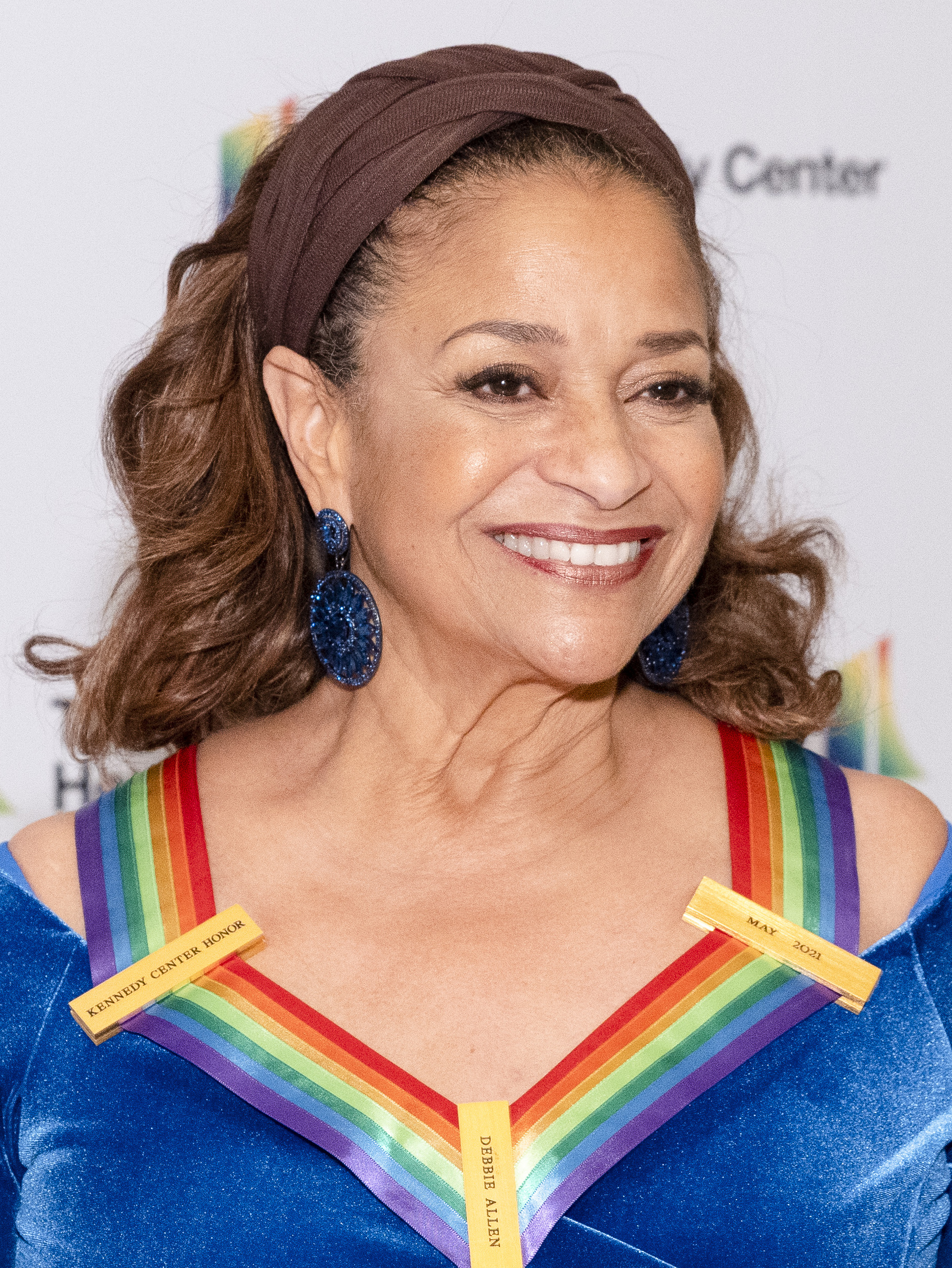
Debbie Allen vid Kennedy Centers hedersmedaljceremoni på USA:s kongressbibliotek, den 4 december 2021.

Deborah Kaye "Debbie" Allen, född 16 januari 1950 i Houston i Texas, är en amerikansk skådespelerska, dansare, koreograf, sångerska, regissör och producent. Hon har varit nominerad till tjugo stycken Emmy Awards och två stycken Tony Awards, där hon på det förstnämnda priset har vunnit fem stycken av dess prestigefyllda statyetter (i de kategorierna hon har varit nominerad i). Hon vann sedan en Golden Globe Award och fick en egen stjärna på Hollywood Walk of Fame år 1991. År 2025 kommer hon dessutom att få erhålla en ännu mer prestigefylld Heders-Oscar.
Allens mest kända insats är i rollen som dansläraren Lydia Grant i TV-serien Fame, som hon även spelade i dess långfilm från 1980. När denna långfilm sedan fick en nyinspelning år 2009, så kom hon tillbaka som en av dess involverade skådespelare, denna gång i rollen som skolrektorn Angela Simms.
Hon är yngre syster till skådespelerskan, regissören och sångerskan Phylicia Rashad, samt moster till bland annat hennes dotter Condola Rashad (skådespelerska). Hon har gift sig två gånger; första gången med Winnfred "Win" Wilford år 1975 (skilda 1983), och andra gången med sin nuvarande make Norm Nixon år 1984. Hon fick aldrig några barn under sitt första äktenskap, men under äktenskapet med Nixon har hon hunnit få två barn (samt ett styvbarn). Ett av hennes egna barn med maken är skådespelerskan och dansaren Vivian Nixon (född 1984), medan hennes styvbarn är skådespelaren DeVaughn Nixon, som maken har från en tidigare relation.

## Filmografi (i urval)

### Film
| År   | Titel                         | Roll                | Noter     |
| ---- | ----------------------------- | ------------------- | --------- |
| 1979 | Hur jag torskade i Pittsburgh | Ola                 |           |
| 1980 | Fame                          | Lydia Grant         |           |
| 1981 | Ragtime                       | Sarah               |           |
| 1986 | Det luktar skämt, Jo Jo       | Michelle            |           |
| 1994 | Stora pengar                  | Yvonne              |           |
| 1997 | Amistad                       |                     | Producent |
| 2009 | Next Day Air                  | Ms. Jackson         |           |
| 2009 | Fame                          | Rektor Angela Simms |           |

### TV
| År         | Titel                                 | Roll                       | Noter |
| ---------- | ------------------------------------- | -------------------------- | --- |
| 1979       | Roots: The Next Generations           | Nan Branch Haley           | Avsnittet "Part VI (1939–1950)"                                                                                                  |
| 1979–1983  | Kärlek ombord                         | Selena Moore/Reesa Marlowe | 3 avsnitt (1979 (S02,E22); 1983 (S06,E18-E19)                                                                                    |
| 1982–1987  | Fame                                  | Lydia Grant                | 136 episodes, även producent |
| 1988       | Cosby                                 | Emma                       | Avsnittet "If the Dress Fits, Wear It"                                                                                           |
| 1991       | Quantum Leap                          | Joanna Chapman             | Avsnittet "Private Dancer - October 6, 1979"                                                                                     |
| 1992       | Oscarsgalan 1992                      | Sig själv                  | TV-special Nominerad till en Primetime Emmy Award för bästa koreografi                                                           |
| 1988–1993  | Dotter på vift                        | Dr. Langhorne/Sig själv    | 122 avsnitt, showrunner och producent                                                                                            |
| 1993       | Oscarsgalan 1993                      | Sig själv                  | TV-special Nominerad till en Primetime Emmy Award för bästa koreografi                                                           |
| 1995       | Oscarsgalan 1995                      | Sig själv                  | TV-special NAACP Image Award för bästa koreografi inom film eller TV Nominerad till en Primetime Emmy Award för bästa koreografi |
| 1996       | Touched by an Angel                   | Valerie Hill               | Avsnittet "Sins of the Father"                                                                                                   |
| 1999       | Oscarsgalan 1999                      | Sig själv                  | TV-special Nominerad till en Primetime Emmy Award för bästa koreografi                                                           |
| 2004       | All of Us                             | Kate                       | Avsnittet "Parents Just Don't Understand"                                                                                        |
| 2007–2014  | So You Think You Can Dance            | Sig själv - Gästdomare     | 21 avsnitt |
| 2011–nutid | Grey's Anatomy                        | Dr. Catherine Avery Fox    | Återkommande roll, även exekutiv producent Nominerad till en NAACP Image Award för bästa kvinnliga biroll i en dramaserie (2014) |
| 2016       | Dance Moms                            | Sig själv                  | Avsnitten "Abby's Replaceable" och "Debbie Allen to the Rescue"                                                                  |
| 2016       | Jane the Virgin                       | Beverly Flores             | Avsnittet "Chapter Forty-Three"                                                                                                  |
| 2018       | Raven's Home                          | Tant Maureen               | Avsnittet "Switch or Treat" |
| 2018–nutid | S.W.A.T.                              | Charice Harrelson          | Återkommande roll |
| 2020       | Grace and Frankie                     | Dorothy                    | Avsnittet "The Short Rib" |
| 2022–2023  | Familjen Proud: Stoltare och starkare | Myrtie (röst)              | 2 avsnitt |

### Regissör
| År         | Titel                                  | Noter                                                                                                 |  |
| 1984–1987  | Fame                                   | 11 avsnitt                                                                                            |  |
| 1987–1989  | Fem i familjen                         | Avsnitten "The Play's the Thing" och "Higher Love"                                                    |  |
| 1989       | Polly                                  | TV-film Nominerad till en Primetime Emmy Award för bästa koreografi                                   |  |
| 1990       | Fresh Prince i Bel-Air                 | Avsnitten "Bang the Drum, Ashley" och "The Fresh Prince Project"                                      |  |
| 1991–1993  | Quantum Leap                           | Avsnitten "Revenge of the Evil Leaper - September 16, 1987" och "Private Dancer - October 6, 1979"    |  |
| 1988–1993  | Dotter på vift                         | 83 avsnitt, producent i 122 avsnitt                                                                   |  |
| 2003       | The Twilight Zone                      | Avsnittet "The Monsters Are on Maple Street"                                                          |  |
| 2003       | The Parkers                            | Avsnittet "The Good, the Bad, and the Funny"                                                          |  |
| 2004–2006  | That's so Raven                        | 5 avsnitt                                                                                             |  |
| 2003–2007  | All of Us                              | 44 avsnitt                                                                                            |  |
| 2005–2008  | Girlfriends                            | 9 avsnitt                                                                                             |  |
| 2008       | The Game                               | Avsnittet "Oh, What a Night"                                                                          |  |
| 2006–2009  | Everybody Hates Chris                  | 10 avsnitt                                                                                            |  |
| 2010–2011  | Hellcats                               | Avsnitten "Land of 1,000 Dances" och "Pledging My Love"                                               |  |
| 2010–nutid | Grey's Anatomy                         | 31 avsnitt Även exekutiv producent Nominerad till en NAACP Image Award för bästa regi i en dramaserie |  |
| 2013       | The Client List                        | Avsnittet "Heaven's Just a Sin Away"                                                                  |  |
| 2013       | Army Wives                             | Avsnittet "Adjustment Period"                                                                         |  |
| 2014       | Häxorna i East End                     | Avsnittet "Boogie Knight"                                                                             |  |
| 2014       | How to Get Away with Murder            | Avsnittet "He Has a Wife"                                                                             |  |
| 2015       | Empire                                 | Avsnittet "Who I Am"                                                                                  |  |
| 2014–2015  | Scandal                                | 3 avsnitt                                                                                             |  |
| 2014–2015  | Jane the Virgin                        | Avsnitten "Chapter Four" och "Chapter Twenty"                                                         |  |
| 2016       | Insecure                               | Avsnittet "Guilty as Fuck"                                                                            |  |
| 2018       | Step Up: High Water                    | Avsnittet "Solo"                                                                                      |  |
| 2020       | Dolly Parton's Christmas on the Square | Primetime Emmy Award för bästa TV-film Primetime Emmy Award för bästa koreografi                      |  |